# Algoritmo di Dell-Elmedlaoui
L'algoritmo fonologico di Dell-Elmedlaoui o DEA, è un algoritmo utilizzato in linguistica per l'enucleazione sillabica. Fu sviluppato da François Dell e Mohamed Elmedlaoui negli anni 1980 per lo studio del dialetto Imdlawn Tashlhiyt del berbero. Una delle scoperte più singolari è che in questo linguaggio ogni consonante o vocale, sonora o meno, può essere il nucleo di una sillaba.